# Tooniverse
Tooniverse (dai termini Cartoon e Universe) è un canale tematico sudcoreano che trasmette anime. La rete iniziò il suo periodo di attività nel 1995 e attualmente è una delle maggiori stazioni televisive per anime nel paese.

## Blocco

### Cartoon Network

Logo del blocco

Cartoon Network esisteva in Corea del Sud in forma di blocco di programmazione in onda su Tooniverse fino al 2003, quando fu lanciato nella regione il canale pan-asiatico. Questa versione fu anch'essa sostituita da un feed localizzato nel 2006.